# Den nye lensmannen
Den nye lensmannen er en norsk film fra 1926. Det er Leif Sinding som har instrueret den. I hovedrollerne er Haakon Hjelde, Anna-Brita Ryding, Ulf Selmer og Einar Rose.

## Handling
Lensmanden i Den nye lensmannen er en tater i forklædning som lurer både klokker og penge fra landsbybeboernet. Han er imidlertid ikke uden gode egenskaber, eftersom han tager lensmandens rolle i den gode sags tjeneste, nemlig for at sørge for at to unge elskende får hinanden.
En scene kaldt Huldreomfavnelsen blev klippet væk i censuren.

## Medvirkendee
- Haakon Hjelde - Franz Joseph, en tater
- Anna-Brita Ryding - Ragnhild
- Ulf Selmer - Knut Øverbø, en storkakse
- Einar Rose - Per Storflaten
- Martin Linge - Ola
- Ragnvald Wingar - Jens Brødlaus
- Marie Hedemark - Hans kone
- Mally Haaland - Signors, deres datter
- Ranveig Aasgaard - Marit, tjenestepige
- Ellen Astrup - En nymfe
- Helga Rydland - En kvinde
- Robert Sperati - Haugkallen
- Ellen Sinding - Danser
- Maina Claes - Danser